# Gegesik Lor
Gegesik Lor is een bestuurslaag in het regentschap Cirebon van de provincie West-Java, Indonesië. Gegesik Lor telt 3493 inwoners (volkstelling 2010).